# Hydrillodes comoroana
Hydrillodes comoroana är en fjärilsart som beskrevs av Pierre E.L. Viette 1981. Hydrillodes comoroana ingår i släktet Hydrillodes och familjen nattflyn. Inga underarter finns listade i Catalogue of Life.